# Chacopata
Chacopata es una pequeña población del Estado Sucre, Venezuela, situado a 50 km de Cariaco, frente a la Isla de Coche. Pertenece al Municipio Cruz Salmerón Acosta. 
De este poblado sucrense parten embarcaciones (denominadas tapaítos) hacia la isla de Margarita y viceversa.
También desde este poblado van el cableado eléctrico submarino que lleva la electricidad a la isla de Margarita y la tubería submarina que surte de agua potable a dicha isla. Ambos teniendo como punto final a Punta Mosquito.

## Características
- Tiene una laguna donde se encuentran aves marinas.
- Es un territorio árido.
- Carece de vegetación.
- Playa de arena anaranjada.